# Vergini corpi frementi
Vergini corpi frementi (Ten Little Maidens) è un film pornografico statunitense del 1985 diretto da John Seeman, con protagonisti Ginger Lynn e Harry Reems.
Il film, anche se le influenze non sono esplicitamente dichiarate, si ispira al celebre romanzo giallo Dieci piccoli indiani di Agatha Christie, trasponendo le vicende del romanzo in chiave pornografica.
Sui mercati esteri uscì anche con i titoli alternativi Desert sa Slagom,
Sexo na Ilha Fatal, Suspense erótico, 10 Lil' Maidens.

## Trama
Una giovane coppia riceve per posta due biglietti omaggio per un soggiorno in una lussuosa villa situata su un'isola. Dopo essere arrivati a destinazione, scoprono che qualcuno sta cercando di uccidere tutti gli ospiti del resort eliminandoli a uno a uno. Il misterioso padrone di casa ha lasciato per loro un nastro registrato nel quale li informa che è arrivato il momento nel quale dovranno pagare il prezzo per aver condotto finora uno stile di vita dissoluto.

## Produzione
- Pur senza partecipare a scene di sesso, nel film ha un piccolo cameo Kitten Natividad, una delle muse maggiorate del regista statunitense Russ Meyer.
- La scena dell'orgia durante il banchetto è una citazione del film La grande abbuffata di Marco Ferreri.[3]

## Distribuzione
- Coastline Films (1985) (USA) (cinema)
- Excalibur Films (1985) (USA) (VHS)
- Distribuzione International Cinematografica (1990) (Italia) (cinema)
- Alpha Blue Archives (2008) (USA) (DVD)
- Distribuciones Filmicas (1987) (Spagna) (cinema)
- New Select (1987) (Giappone) (cinema)
- Caballero Control Corporation Home Video (CCC) (USA) (DVD)
- Excalibur Films (USA) (DVD)

## Premi
- 1986: AVN Award for Best Couples Sex Scene (film)[4]